# Гергард Конрад (підводник)
Гергард Конрад (нім. Gerhard Conrad; 18 серпня 1922, Берлін — 26 липня 1944, Ла-Манш) — німецький офіцер-підводник, оберлейтенант-цур-зее крігсмаріне.

## Біографія
1 грудня 1939 року вступив на флот. З 1 травня по 29 червня 1941 року пройшов практику вахтового офіцер на підводному човні U-29, з 30 червня 1941 по 11 січня 1942 року — курс підводника, з 12 січня по 9 лютого — курс командира взводу. 10 лютого 1942 року направлений на будівництво U-260. З 14 березня 1942 року — 2-й, з 8 листопада 1943 року — 1-й вахтовий офіцер на U-260, на якому взяв участь у двох походах. 16-31 березня 1944 року пройшов курс кермування, з 1 квітня по 7 червня — курс командира човна, 8-30 червня — тактичну підготовку у 27-й флотилії, після чого був переданий в розпорядження 9-ї флотилії.
З 21 липня 1944 року — командир U-214. 22 липня вийшов у свій перший і останній похід. 26 липня U-214 був потоплений в Англійському каналі південніше Старт-Пойнт (49°58′ пн. ш. 03°30′ зх. д.) глибинними бомбами британського фрегата «Кук». Всі 48 членів екіпажу загинули.

## Звання
- Кандидат в офіцери (1 грудня 1939)
- Фенріх-цур-зее (1 листопада 1940)
- Оберфенріх-цур-зее (1 листопада 1941)
- Лейтенант-цур-зее (1 квітня 1942)
- Оберлейтенант-цур-зее (1 грудня 1943)

## Нагороди
- Нагрудний знак підводника (18 листопада 1942)
- Залізний хрест
  - 2-го класу (7 лютого 1943)
  - 1-го класу (27 жовтня 1943)